# Ivanjohnstonia jaunsariensis
Ivanjohnstonia jaunsariensis är en strävbladig växtart som beskrevs av Syed Muhammad Anwar Kazmi. Ivanjohnstonia jaunsariensis ingår i släktet Ivanjohnstonia och familjen strävbladiga växter. Inga underarter finns listade i Catalogue of Life.